# 3556 Лісяохуа
3556 Лісяохуа (3556 Lixiaohua) — астероїд головного поясу, відкритий 30 жовтня 1964 року.
Тіссеранів параметр щодо Юпітера — 3,146.